# Aldo Curti (cestista)
Aldo Agostino Curti (Ebolowa, 27 febbraio 1987) è un ex cestista camerunese con cittadinanza francese.

## Carriera
Con il Camerun ha disputato due edizioni dei Campionati africani (2013, 2015).

## Palmarès
- Coppa di Francia: 1

Orléanaise: 2009-10
- Leaders Cup: 1

Gravelines: 2013